# NGC 5787
NGC 5787 је спирална галаксија у сазвежђу Волар која се налази на NGC листи објеката дубоког неба.
Деклинација објекта је + 42° 30' 26" а ректасцензија 14h 55m 15,4s. Привидна величина (магнитуда) објекта NGC 5787 износи 13,2 а фотографска магнитуда 14,1. NGC 5787 је још познат и под ознакама UGC 9599, MCG 7-31-8, CGCG 221-13, 1ZW 98, PGC 53339.